# 海盜旗

海盜愛德華·英格蘭、塞繆爾·貝拉米等人使用的旗幟。

海盜旗（英語：Jolly Roger）是 18 世紀早期（海盜黃金時代後期），一些海盜船在發動襲擊前會升起的一類旗幟。
今天最常見的標誌是海盜旗—黑旗上的骷髏和交叉骨符號—在 1710 年代被許多海盜船長使用，包括塞繆爾·貝拉米、愛德華·英格蘭和約翰·泰勒（John Taylor）。 它繼續成為 1720 年代最常用的海盜旗，儘管其他設計也被使用。

## 實際運用狀況
這種旗幟可能是為了傳達海盜的身份，這可能讓目標船隻有機會決定不戰而降。例如，1720 年 6 月，當巴塞洛繆·羅伯茨 (Bartholomew Roberts) 飄揚黑旗駛入紐芬蘭特雷帕西 (Trepassey) 港時，港內所有 22 艘船隻的船員都驚慌失措地棄船。
使用該種旗幟是證明自己是海盜的可靠方式。僅僅擁有或使用該種旗幟就被認為是證明一個人是犯罪海盜而不是更合法的東西；只有海盜才敢使用該種旗幟，因為他已經面臨被處決的威脅。